# Otto Stahmer
Otto Stahmer (* 5. Oktober 1879 in Altona (Elbe); † 13. August 1968 in Kiel) war ein deutscher Jurist. Er wurde vor allem bekannt als Verteidiger von Hermann Göring während des Nürnberger Prozesses gegen die Hauptkriegsverbrecher von November 1945 bis September 1946.

## Leben und Wirken
Nach dem Schulbesuch, den er zu Ostern 1899 mit dem Abitur am humanistischen Gymnasium Christianeum in Hamburg abschloss, studierte Stahmer vom Sommersemester 1899 bis zum Sommersemester 1902 Rechtswissenschaften an den Universitäten Tübingen, Berlin und Kiel. Im Juni 1902 bestand er das Referendarexamen in Kiel. Anschließend absolvierte er von Juni/Juli 1902 bis Juni 1906 den Juristischen Vorbereitungsdienst als Referendar im Bezirk des Oberlandesgerichts Kiel. Nebenbei promovierte er an der Universität Rostock mit einer Arbeit über Der gute Glaube bei der Eigentumsersitzung nach römischem und gemeinem Rechte zum Dr. jur. (Prüfungsdatum vom Juni 1903). Die große Juristische Staatsprüfung (Assessorexamen) legte er schließlich im Januar 1907 in Berlin ab.
Im März 1907 ließ Stahmer sich als Rechtsanwalt in Kiel nieder, wo er insbesondere beim dortigen Oberlandesgericht zugelassen war. Seit November 1923 praktizierte er zusätzlich als Notar. Außerdem amtierte er seit 1929 als Mitglied des juristischen Landesprüfungsamtes.
Im Herbst 1945 wurde Stahmer als Verteidiger des ehemaligen preußischen Ministerpräsidenten und Reichsluftfahrtministers Hermann Göring im Nürnberger Prozess gegen die Hauptkriegsverbrecher vor dem Tribunal der vier alliierten Hauptsiegermächte des Zweiten Weltkriegs berufen. Göring war zuvor eine Liste mit Namen von Rechtsanwälten vorgelegt worden, die das Gericht als für seine Verteidigung geeignet erachtete. Er wählte Stahmer, da dieser der einzige Jurist war, dessen Namen er kannte. Stahmers Klient, der als „zweiter Mann im Dritten Reich“ und damit als wichtigster der zweiundzwanzig Angeklagten galt, wurde schließlich für schuldig befunden und zum Tode verurteilt.
Seit 1945 war Stahmer Präsident der Rechtsanwaltskammer von Schleswig-Holstein.
Heute liegt Stahmers Nachlass als N 1583 im Bundesarchiv in Koblenz. Er besteht aus 31 Bänden, die Stahmers Enkel 2006 und 2008 an das Bundesarchiv abgaben, sowie aus 92 Akten, die 2010 im Zuge von Umsignierungen aus dem Bestand „Nürnberger Prozess: Handakten von Rechtsanwälten und Angeklagten“ in diesen überführt wurden.

## Schriften
- Der gute Glaube bei der Eigentumsersitzung nach römischem und gemeinem Rechte, sowie nach dem Rechte des bürgerlichen Gesetzbuches, 1903, Dissertation